# Maurice Bourgès-Maunoury
Maurice Bourgès-Maunoury (Luisant 19 september 1914 - Parijs 10 februari 1993) was een Frans politicus. Van 12 juni 1957 tot 6 november 1957 was hij premier van Frankrijk (Président du Conseil).

## Biografie
Bourgès-Maunoury studeerde in 1935 af aan de École Polytechnique. Tijdens de Tweede Wereldoorlog nam hij deel aan het verzet tegen de Duitsers. In deze periode raakte hij bevriend met de verzetsstrijders Jacques Chaban-Delmas en Félix Gaillard. Op 2 september 1944 raakte hij geweond. Vanwege zijn verdiensten in het verzet onderscheidde generaal Charles de Gaulle hem het verdienstenkruis van de Compagnon de la Libération. In 1945 werd hij benoemd tot politiechef van Bordeaux.

### Minister
Bourgès-Manoury behoorde tot de rechtervleugel van de Parti Radical-Socialiste (PRS, Radicaal-Socialistische Partij) en werd in 1946 voor het departement Haute-Garonne in de Nationale Vergadering (Assemblée Nationale) gekozen. Hij bleef tot 1958 parlementslid. Vervolgens maakte hij deel uit van verscheidene kabinetten, eerst als staatssecretaris en daarna als minister. Van 1949 tot 1973 was hij conseiller général van het kanton Montastruc-la-Conseillère. Van 1964 tot 1971 was hij tevens burgemeester (maire) van Bessières (Haute-Garonne).
Hij was minister van Defensie (1952, 1955, 1956-57) en in die laatste functie zette hij zich in voor nauwe militaire samenwerking met de jonge Staat Israël tegen haar vijand, Egypte. Frankrijk was in die tijd scherp gekant tegen het Arabisch nationalisme, dat de rust verstoorde in met name de Franse kolonie Algerije. Frankrijk hielp Israël bij het opstarten van de nucleaire reactor van Dimona en verkocht Mirage III-gevechtsvliegtuigen aan Israël.
Als minister van Defensie bepleitte hij een militaire oplossing van de Algerijnse opstand. Voor hem was Algerije een integraal onderdeel van Frankrijk.
Als minister van Financiën in het kabinet-Mayer (1953) stond hij een orthodox financieel beleid voor. Ook onderhandelde hij namens de Banque de France voor een lening in Verenigde Staten om de oorlog in Indochina te bekostigen.

### Premier van Frankrijk
Bourgès-Maunoury werd op 12 juni 1957 premier van Frankrijk (Président du Conseil). In die functie streefde hij naar de gezondmaking van de staatsfinanciën en onder zijn leiding ratificeerde Frankrijk de in maart 1957 getekende Verdragen van Rome. Op 30 september 1957 diende Bourgès-Maunoury zijn ontslag in bij de president, nadat zijn kaderwet voor Algerije door de Nationale Vergadering was verworpen. Nadien was hij minister van Binnenlandse Zaken in het kabinet-Gaillard. In die functie benoemde hij de extreemrechtse Maurice Papon tot prefect van politie van Parijs.
Als afgevaardigde verzette hij zich tegen de Charles de Gaulle en voerde hij campagne tegen de grondwet van de Vijfde Republiek.
Bourgès-Maunoury werkte begin jaren 70 aan een politieke terugkeer en was in 1973 kandidaat bij de parlementsverkiezingen van dat jaar; hij werd echter niet gekozen.
Bourgès-Maunoury overleed op 78-jarige leeftijd.

## Ministersposten
- Minister van Openbare Werken, Transport en Toerisme in het kabinet-Queuille II (2 juli - 12 juli 1950) en ad interim in het kabinet-Mendès France (14 augustus - 3 september 1954)
- Minister van Bewapening in het kabinet-Faure I (20 januari - 8 maart 1952)
- Minister van Financiën in het kabinet-Mayer (8 januari - 28 juni 1953)
- Minister van Handel en Industrie in het kabinet-Mendès France I (19 juni - 3 september 1954)
- Minister van Strijdkrachten in het kabinet-Mendès-France II (20 januari - 23 februari 1955)
- Minister van Binnenlandse Zaken in het kabinet-Faure II (23 februari - 1 december 1955) en in het kabinet-Gaillard (6 november 1957 - 14 november 1958)
- Minister van Defensie in het kabinet-Mollet (1 februari 1956 - 13 juni 1957)

## Verwijzingen
1. 1 2  Winkler Prins Jaarboek 1968, door: red. Winkler Prins, blz. 89
2. ↑  Grote Winkler Prins, Negende druk (1991), door: red, Winkler Prins, dl. 5, blz. 11
3. ↑  idem